# Вижай (Горнозаводский район)
Вижай — посёлок при железнодорожной станции в Горнозаводском районе Пермского края России. Входит в состав Горнозаводского городского поселения.

## Географическое положение
Посёлок при станции Вижай расположен в горной, таёжной местности Среднего Урала на востоке Пермского края возле реки Вижай, примерно в 26 км к северо-востоку от города Горнозаводск.

## Инфраструктура
В посёлке есть фельдшерско-акушерский пункт и магазин. Добраться до посёлка можно на электричке до одноимённой станции либо на проходящем пригородном автобусе из Горнозаводска.

## Промышленность
Большинство населения посёлка трудоустроены на железной дороге, занимаются сельским хозяйством либо работают в соседних населённых пунктах.

## Население
| 2010 |
| ---- |
| 207  |

## Топографические карты
- Лист карты O-40-58 Бисер. Масштаб: 1 : 100 000. Состояние местности на 1980 год. Издание 1987 г.

## Известные уроженцы
- Бухарина, Елена Сергеевна (1918—1995) — советская работница железнодорожного транспорта, общественный и политический деятель.